# عبد الله الشمالي
عبد الله الشمالي، من مواليد 18 يناير 1988، لاعب كرة قدم كويتي.
بدأ مسيرته الكروية مع نادي العربي الكويتي في موسم 2006/2007، وهو يلعب معهم حتى الآن.
و قد لعب مع منتخب الكويت لكرة القدم منذ عام 2007.

## روابط خارجية
- عبد الله الشمالي على موقع قاعدة بيانات كرة القدم.إي يو (الإنجليزية)
- عبد الله الشمالي على موقع ناشيونال فوتبول تيمز (الإنجليزية)
- عبد الله الشمالي على موقع Soccerway.com (الإنجليزية)